# ソハの地下水道
『ソハの地下水道』（ソハのちかすいどう、ポーランド語: W ciemności、英語: In Darkness）は、2011年のポーランド・ドイツ・カナダの伝記映画。監督はアニエスカ・ホランド、出演はロベルト・ヴィエツキーヴィッチとベンノ・フユルマンなど。
第二次世界大戦中にユダヤ人たちを地下水道にかくまい、命がけで守り抜いたポーランド人レオポルド・ソハの実話を題材にしたロバート・マーシャルの同名書籍（集英社文庫刊）を映画化した作品である。
第84回アカデミー賞外国語映画賞のポーランド代表に選出され、ノミネートされた。

## ストーリー
ナチス支配下のポーランド・ルヴフ（現在のウクライナ・リヴィウ）の下水修理業者であるソハは、副業として、空き家となったユダヤ人の家から金目のものを盗み出している小悪党である。そんな彼はある日、ルヴフ・ゲットーから逃げ出してきたユダヤ人たちと出会い、金目当てで彼らの下水道内での潜伏生活を手助けすることになる。彼らと接する中でソハの気持ちには徐々に変化が現れるが、相棒がドイツ軍によって縛り首になるなど、自分の周囲にも危険が迫ると、ソハは彼らと距離を置こうとする。それでも彼らを見捨てることができないソハは、彼らを命がけでかくまうことになる。また、家族の安全よりもユダヤ人を大事にするソハに、妻ヴァンダは反発するものの、ソハについて行くことを決める。
一方、ユダヤ人たちの中には下水道での生活に嫌気がさして逃げ出す者が現れる。しかし逃げ出した者たちは収容所に送られるか、下水道内で行き倒れて亡くなるだけだった。また、1人の女性が妊娠・出産するが、潜伏生活を維持するために生まれたばかりの子を母親が自ら窒息死させる悲劇も起きる。精神的に追いつめられ、当局に何度も見つけられそうになりながらも、下水道を知り尽くしているソハのおかげでユダヤ人たちは幾度となく難を逃れる。そして、大雨による下水道の増水という危機を奇跡的に乗り越えた彼らは、14ヶ月の潜伏生活の後、ようやく自由を手に入れる。ソハは生き延びたユダヤ人たちと喜びを分かち合う。
ソハはその後しばらくしてソビエト軍の暴走トラックから娘を救ったために事故死する。ソハの死を「ユダヤ人を助けた天罰」と言う者もいた。
ソハと妻ヴァンダ（マグダレナ）ら6,000人以上のポーランド人がイスラエルから表彰されており、本作は彼ら全てに捧げられている。

## キャスト
- レオポルド・ソハ（ポーランド語版）: ロベルト・ヴィエツキーヴィッチ（ポーランド語版）
- ムンデク・マルグリエス: ベンノ・フユルマン
- クララ・ケラー: アグニエシュカ・グロホウスカ（ポーランド語版）
- パウリナ・ヒゲル: マリア・シュラーダー
- イグナツィ・ヒゲル: ヘルバート・クナウプ（ドイツ語版）
- ヴァンダ・ソハ（ポーランド語版）: キンガ・プレイス（ポーランド語版）

## 作品の評価

### 映画批評家によるレビュー
Rotten Tomatoesによれば、111件の評論のうち高評価は88%にあたる98件で、平均点は10点満点中7.60点となっている。

### 受賞歴
| 賞                   | 部門         | 対象者             | 結果       |
| -------------------- | ------------ | ------------------ | ---------- |
| アカデミー賞         | 外国語映画賞 | 『ソハの地下水道』 | ノミネート |
| 放送映画批評家協会賞 | 外国語映画賞 | 『ソハの地下水道』 | ノミネート |